# Часовой круг

Половина часового круга объекта изображена дугой.

Часовой круг (круг склонений) светила — это большой круг небесной сферы, проходящий через данный объект и полюса мира, перпендикулярный небесному экватору. Склонение объекта определяется как угол, измеряемый вдоль часового круга от небесного экватора до объекта. Другими словами, часовой круг аналогичен географическому меридиану на поверхности Земли. Часовой угол объекта определяется как угол между верхней точкой небесного экватора (точка {\displaystyle Q}) и часовым кругом объекта; часто измеряется в часах, минутах и секундах, причём 24 часа соответствуют полному углу в 360°.